# Acanthochelys pallidipectoris
Acanthochelys pallidipectoris är en sköldpaddsart som beskrevs 1945 av den argentinska herpetologen Marcos A. Freiberg. Den ingår i släktet Acanthochelys och familjen ormhalssköldpaddor. Internationella naturvårdsunionen (IUCN) kategoriserar arten globalt som sårbar. Inga underarter finns listade i Catalogue of Life.
Arten förekommer i norra Argentina samt i angränsande regioner av Paraguay och Bolivia.

## Bildgalleri

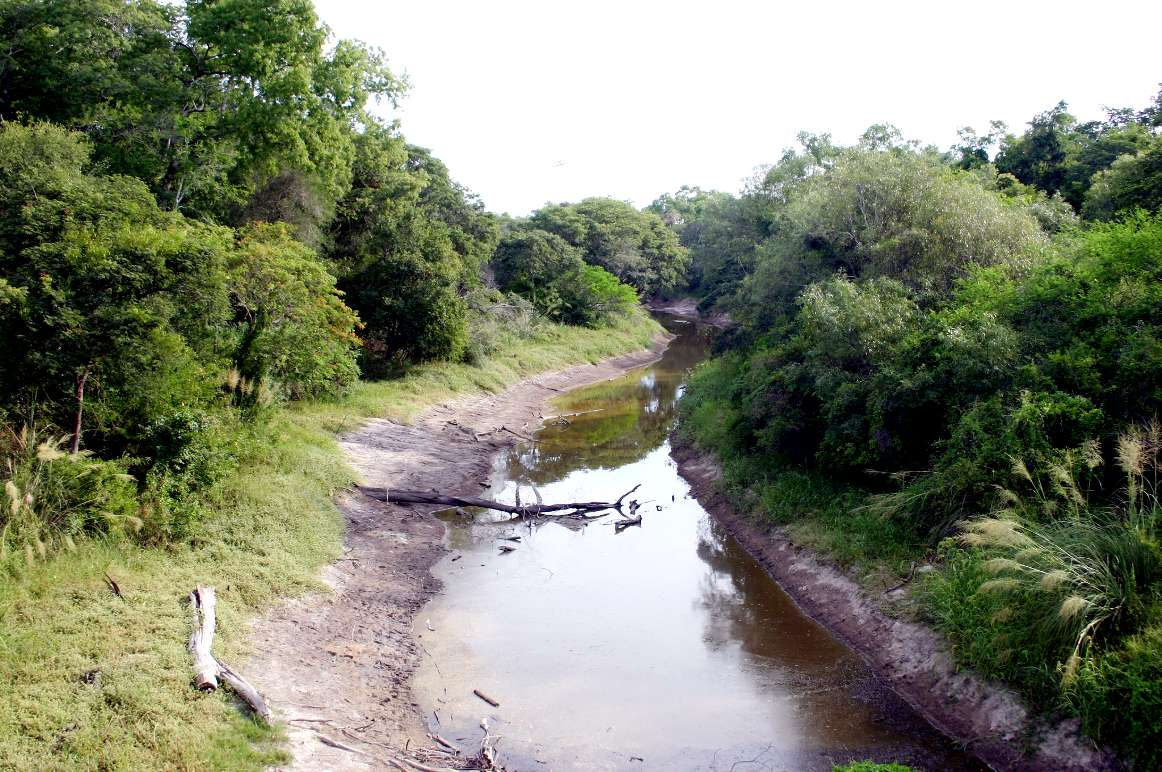
Ett typiskt habitat för arten i slättlandsområdet Gran Chaco.